# Sandrine Tas
Sandrine Tas (* 7. September 1995 in Oostende) ist eine belgische Inline-Speedskaterin. Sie ist mehrfache Welt- und Europameisterin im Inline-Speedskating.
Durch ihre zwei Brüder, Kwinten und Siemen, kam sie frühzeitig mit dem Inline-Speedskating in Berührung und begann selbst im Alter von 4 Jahren mit dem Inlineskaten.
Gleich in ihrem ersten Jahr in der Aktivenklasse gelang ihr der Durchbruch mit zwei Titeln bei der WM 2015 im taiwanesischen Kaohsiung. 2015 gewann Tas zudem den prestigeträchtigen Berlin-Marathon.
2017 nahm Tas bei den World Games im polnischen Breslau teil und gewann die Goldmedaille über 1000 Meter und weitere vier Silber- und eine Bronzemedaille.
Tas wohnt in Oostende und trainiert beim Zandvoorde Roller Club. Sie studiert Bioingenieurwesen an der Universität in Gent.